# Diego Miranda
Diego Armando Miranda (Itauguá, Departamento Central, Paraguay; 20 de enero de 1986) es un futbolista paraguayo que se desempeña como delantero en el Club Sportivo Trinidense de la Primera División de Paraguay.

## Clubes
| Club                        | País      | Año        |
| --------------------------- | --------- | ---------- |
| 12 de octubre               | Paraguay  | 2004- 2007 |
| Gimnasia y Esgrima de Jujuy | Argentina | 2008- 2010 |
| Sportivo Trinidense         | Paraguay  | 2010-      |